# Пензенские губернские ведомости
"«Пензенские губе́рнские ве́домости» (в 1906—1912 годах — «Пензенские ведомости») — официальная газета Пензенской губернии, издававшаяся с 1838 до конца 1917 года (по другим данным — 1916).
До 1873 года еженедельник, с 1877 года — ежедневная газета.
Печаталась газета все годы в типографии дома № 2 (Второй корпус присутственных мест) по линия Присутственных мест (ныне улица Белинского).

## Содержание
Состояла из официального отдела — распоряжений и приказов местных властей — и неофициального, предназначенного по преимуществу для трудов по местной истории, географии, этнографии и статистике. Выходили также приложения.
К 50-летию газеты И. И. Васильев подготовил указатель содержания неофициальной части газеты (Пензенские губернские ведомости. 1838—1887. Пенза, 1889).
В 1994 году был опубликован указатель содержания «Пензенских губернских ведомостей» за 1888—1917 годы.

## Сотрудники

### Редакторы
Официальную часть редактировали разновременно: № 215—252 1901 Алмазов; 1908 А. Безверхов и Н. Д. Колвзан; 1910, 1914 Н. И. Макаров; 1911 В. Петров; официальную часть подписывали также должностные лица.
Неофициальную часть редактировали И. Полисадов, Н. В. Прозин, М. Сурин, В. Пантелеевский, Н. Р. Евграфов, с № 84 1902 Н. Васильев; с № 95 В. А. Родзевич; с № 219 1906 Е. П. Гомеров; с № 249 М. Ростовцев; с № 64 1907 С. Н. Крундышев; с № 493 Н. Д. Колвзан; с № 9 1911 М. В. Кириллов; с № 58 1911 К. Ф. Дормидонтов; некоторые номера 1912—1914 А. И. Чайкин.

### Авторы
Среди публикаций — статьи краеведов М. С. Киевского, А. И. Масловского, В. П. Попова, Г. П. Петерсона, Н. В. Прозина, А. Ф. Селиванова, В. М. Терехина, Ф. Ф. Чекалина и других.
По инициативе А. А. Татищева «Пензенские губернские ведомости» впервые в России иллюстрировались рисунками Н. Д. Дмитриева-Оренбургского.

## Приложения
- 1904—1915 Телеграммы «Пензенск. губ. ведомостей» (Петр. тел. агент.).
- 1905—1907 списки лиц по выборам в Государственную думу.
- 1911 Пензенский полицейский листок (см. № 5981).
- 1915 Отчет о деятельности Пензенского о-ва любителей естествознания за 1913—1914 г.г. Без тит. л. 39 с.